# Cuerpo cuadrático
En teoría de números algebraicos, un cuerpo cuadrático es un cuerpo de números algebraicos K de grado dos sobre Q. Es sencillo mostrar que el mapa d ↦ Q(√d) es un biyección desde el conjunto de todos los enteros libres de cuadrados d ≠ 0, 1 al conjunto de todos los cuerpos cuadráticos. Si d > 0 al correspondiente cuerpo cuadrático se le llama cuerpo cuadrático real, y para d < 0 se llama cuerpo cuadrático imaginario o cuerpo cuadrático complejo, corresponde a si sus encajes arquimedianos son reales o complejos.
Los cuerpos cuadráticos han sido estudiados en gran profundidad, inicialmente como parte de la teoría de forma cuadrática binaria. El resto son problemas sin resolver. El problema del número de clases es importante en particular.

## Definición alternativa
Un cuerpo cuadrático es uno de la forma {\displaystyle Q(\xi )} donde ξ es una raíz de un polinomio cuadrático irreducible sobre ℚ. Todos los elementos de tal cuerpo son números de la forma {\displaystyle c+d\xi ,c,d\in Q}. 
Por otro lado si k y l son enteros racionales diferentes libres de cuadrados, ninguno de ellos vale 1, entonces {\displaystyle Q({\sqrt {k}})\neq Q({\sqrt {l}})} , puesto que {\displaystyle {\sqrt {k}}} no está en {\displaystyle Q({\sqrt {l}})}. Pues es imposible que existan dos números racionales m y n que satisfagan la igualdad {\displaystyle {\sqrt {k}}=m+n{\sqrt {l}}} 

## Anillo de enteros
Dado un cuerpo cuadrático {\displaystyle \mathbf {Q} ({\sqrt {d}})},  donde d es un entero libre de cuadrados, los enteros cuadráticos son números que tienen la forma a + ωb, donde a, b son enteros, y donde ω está definido mediante:
{\displaystyle \omega ={\begin{cases}{\sqrt {d}}&{\mbox{si }}d\equiv 2,3{\pmod {4}}\\{{1+{\sqrt {d}}} \over 2}&{\mbox{si }}d\equiv 1{\pmod {4}}\end{cases}}}
El anillo de enteros cuadráticos Z[ω] = {a + ωb : a, b ∈ Z} es un subanillo del cuerpo cuadrático {\displaystyle \mathbf {Q} ({\sqrt {d}})}. Por otra parte, Z[ω] es la clausura integral de Z en {\displaystyle \mathbf {Q} ({\sqrt {d}})}. En otras palabras, es el anillo de enteros {\displaystyle {\mathcal {O}}_{\mathbf {Q} ({\sqrt {d}})}} de {\displaystyle \mathbf {Q} ({\sqrt {d}})} y por lo tanto un dominio de Dedekind.

## Discriminante
El discriminante de un cuerpo cuadrático Q(√d) es d si d es congruente con 1 módulo 4, y 4d de otra manera. Por ejemplo, cuando d es −1 siendo K es un cuerpo de los así llamados racionales gaussianos, el discriminante es −4. La razón de estos está relacionada con la teoría general de números algebraicos. El anillo de enteros de K se extiende por 1 y la raíz cuadrada de d únicamente en el segundo caso, y en el primer caso hay enteros tales que se encuentran en la mitad de los 'puntos de red' (por ejemplo, cuando d = −3, esos son los enteros de Eiseinstein, dados por la raíz cúbica compleja de la unidad).
El conjunto de discriminantes de cuerpos cuadráticos es exactamente el conjunto de discriminantes fundamentales.

## Factorización de primos en ideales
Cualquier número primo p dado se convierte en un ideal pOK en el anillo de enteros OK de un cuerpo cuadrático K.
De acuerdo con la teoría general de descomposición de ideales primos en extensiones de Galois, este puede ser
p es inerte(p) es un ideal primo
El anillo cociente es el cuerpo finito con p2 elementos: OK/pOK = Fp2
p se descompone(p) es un producto de dos ideales primos distintos de OK.
El anillo cociente es el producto OK/pOK = Fp × Fp.
p se ramifica(p) es el cuadrado de un ideal primo de OK.
El anillo cociente contiene elementos distintos de cero nilpotentes.
El tercer caso sucede si y sólo si p divide el discriminante D.  El primer y segundo caso ocurren cuando el símbolo de Kronecker (D/p) es igual a −1 and +1, respectivamente. Por ejemplo, si p es un número primo que no divide a D, entonces p se descompone si y sólo si D es congruente con un cuadrado módulo p.  Los dos primeros casos son en un cierto sentido equivalentes a la posibilidad de que ocurra como p sigue a través de los primos, véase teorema de densidad de Chebotarev.
La ley de reciprocidad cuadrática implica que el comportamiento de descomposición de un primo p en un cuerpo cuadrático depende únicamente de  p módulo D, donde D es el discriminante del cuerpo.

## Subcuerpos cuadráticos de cuerpos ciclotómicos

### El subcuerpo cuadrático de un cuerpo ciclotómico primo
Un ejemplo clásico de construcción de un cuerpo cuadrático es tomar el único cuerpo cuadrático dentro del cuerpo ciclotómico generado por la p-ésima raíz primitiva de la unidad, con p un número primo > 2. La unicidad es una consecuencia de la teoría de Galois, existiendo un subgrupo único de índice 2 en el grupo de Galois sobre Q. Como se explica en periodo gaussiano, el discriminante del cuerpo cuadrático es p para p = 4n + 1 y −p para p = 4n + 3. Esto también se puede predecir suficientemente bien usando la teoría de ramificación. En efecto, p es el único primo que ramifica en el cuerpo ciclotómico, así que p es el único primo que puede ser dividido por el discriminante del cuerpo cuadrático. Esto descarta los 'otros' discriminantes −4p y 4p en sus casos respectivos.

### Otros cuerpos ciclotómicos
Si se toman otros cuerpos ciclotómicos, se obtienen grupos de Galois con 2-torsión extra, conteniendo así al menos tres cuerpos cuadráticos.  En general, un cuerpo cuadrático del discriminante de cuerpo D se puede obtener como un subcuerpo de un cuerpo ciclotómico de D-ésimas raíces de la unidad.  Esto expresa el hecho de que el conductor de un cuerpo cuadrático es el valor absoluto de su discriminante.